# Askira/Uba
Askira/Uba é uma área de governo local do estado de Borno na Nigéria. Sua sede fica na cidade de Askira.
Possui uma área de 2.362 km² e uma população de 138.091 segundo o censo de 2006.
O código postal da área é 601.